# Бальби, Лусиано
Лусиано Дамиан Бальби (исп. Luciano Damián Balbi; род. 4 апреля 1989, Росарио, Санта-Фе) — аргентинский футболист, защитник клуба «Экскурсионистас».

## Клубная карьера
Его футбольная карьера началась в 2004 году, когда он перешёл в академию футбольного клуба «Ланус».
После пяти лет в молодёжном составе его пригласили в основной состав. 27 марта 2010 года он дебютировал в профессиональном футболе в матче против футбольного клуба «Тигре». За весь сезон сыграл всего лишь один матч.
В следующем сезон на его счету 25 матчей. Два сезона подряд был основным игроков. В 2013 году «Ланус» стал обладателем Южноамериканского кубка.
В 2014 году на правах аренды перешёл в эквадорский футбольный клуб «ЛДУ Кито» — сыграв за эту команду 10 матчей.
2 января 2015 году перешёл в качестве свободного агента в «Уракан». За новый клуб провёл два сезона, сыграв 57 матчей.
18 июля 2016 году подписал годичный контракт с испанским «Вальядолидом».

## Достижения
«Ланус»
- Обладатель Южноамериканского кубка (1): 2013